# Diego Manuel de Arriola
Diego Manuel de Arriola Esquível (Vitoria, 13 de noviembre de 1784-Ceánuri, 22 de noviembre de 1848) fue un político español, alcalde de Vitoria y diputado general de Álava.

## Biografía
Natural de Vitoria, nació en la capital alavesa en 1784. Nació en el seno de una familia terrateniente, con derecho a heredar hasta ocho mayorazgos repartidos por las provincias vascongadas.
Liberal moderado, fue elegido alcalde de Vitoria en tres ocasiones: en 1811, en 1813 y en 1815. Unos años después, en el trienio 1818-1820, fungió también como diputado general de Álava, cargo en el que repetiría desde 1830 hasta 1832. Después, Íñigo Ortés de Velasco, desde el mismo puesto que él había ocupado, le confió el cargo de teniente, en el que le sobrevendría la primera guerra carlista. Ya había sido teniente también en 1829. Desde ambos puestos, fue uno de los defensores de contar con una nueva sede para la institución, lo que devendría en la construcción del palacio en el que hasta ahora se aloja.
Contrajo matrimonio con Joaquina de Frías Salazar y Baiona. Falleció en la localidad vizcaína de Ceánuri en 1848, unos días después de cumplir los 64 años.